# Ким Ги Тхэк
Ким Ги Тхэк (кор. 김기택?, 金琦澤?, р.3 октября 1962) — южнокорейский игрок в настольный теннис, призёр Олимпийских игр и чемпионатов Азии.

## Биография
Родился в 1962 году. В 1984 году стал бронзовым призёром чемпионата Азии. В 1988 году стал серебряным призёром Олимпийских игр в Сеуле и бронзовым призёром чемпионата Азии.